# Bandysionki
Bandysionki – żeńska grupa śpiewacza ze wsi Bandysie w gminie Czarnia (Puszcza Zielona) wyróżniona m.in. Nagrodą im. Oskara Kolberga.

## Historia
Bandysionki powstały w 1989 z połączenia dwóch wcześniej działających w regionie grup śpiewaczych: „Bandysie” (Bronisława Świder, Marianna Bączek, Aleksandra Deptuła, Władysława Dąbrowska) istniejącej od lat 80. XX w. oraz młodszej o niemal 10 lat grupy „Bandysie II” (lub „Bandysie-Korzenie”: Antonina Deptuła, Mariana Kuta, Maria Piórkowska, Franciszka Biedka). Kobiety należały do zespołu Carniacy z Czarni. W inscenizacjach przedstawianych przez zespół (głównie elementy wesela kurpiowskiego: wyprowadzinyy i oczepiny) grały główne role. Było to związane z tym, że w młodości były druhnami i czepiarkami na weselach, śpiewały na uroczystości parafialnych, wiejskich i rodzinnych. Pieśni weselnych, pogrzebowych, leśnych, polnych, trampanych, zastolnych i nabożnych uczyły się od matek i babek. Śpiewały też w chórze parafialnym w rodzinnej parafii Czarnia.

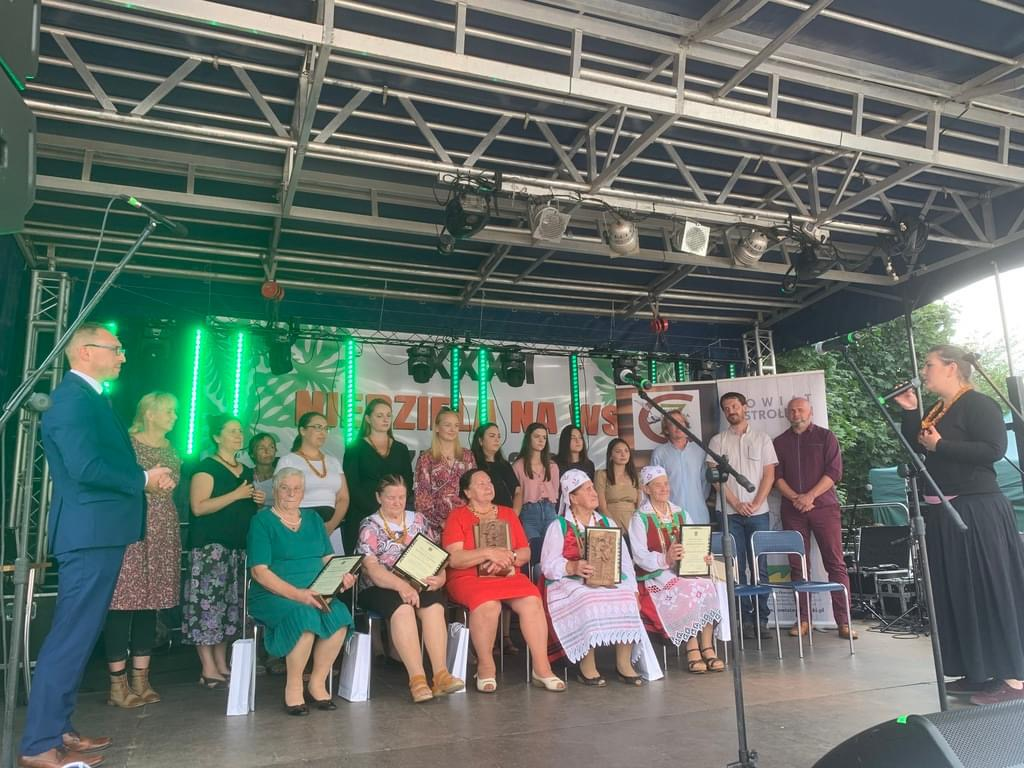
Bandysionki odbierają nagrodę Bartnika (siedzą od lewej Antonina Deptuła, Bronisława Świder, Marianna Kuta, Marianna Bączek, Aleksandra Deptuła)

Gdy w 1991 grupa pierwszy raz publicznie wystąpiła (impreza „Niedzielne Spotkanie z Folklorem” w Czarni), jej skład był następujący: Bronisława Świder, Marianna Bączek i Aleksandra Deptuła. W 1993 do grupy dołączyła Władysława Dąbrowska z Czarni. Dwa lata później zrezygnowała Aleksandra Deptuła. W końcu lat 90. XX w. dołączyły: Antonina Deptuła i Marianna Kuta. Okresowo w Bandysionkach występowały Apolonia Koziatek i Zofia Gut. Na początku XXI wieku z grupy odeszły Marianna Bączek, która postawiła na karierę solową, i Władysława Dąbrowska. Dołączyła natomiast Maria Piórkowska, która śpiewała do 2017. Najdłużej jako Bandysionki występowały: Bronisława Świder (1933–1924), Marianna Kuta i Antonina Deptuła.
Na Ogólnopolskim Festiwalu Kapel i Śpiewaków Ludowych w Kazimierzu Dolnym w 1994 Bandysionki zdobyły I miejsce. W 2007 i 2011 były laureatkami II nagrody. Kilkukrotnie wygrywały Kurpiowskie Prezentacje Artystyczne w Ostrołęce i Jarmark Kurpiowski w Myszyńcu. Brały udział w Mazowieckim Festiwalu Kapel i Śpiewaków Ludowych w Mińsku Mazowieckim, Miodobraniu Kurpiowskim w Myszyńcu, Weselu Kurpiowskim w Kadzidle itp. Niektóre członkinie grupy występowały w konkursach śpiewaczych jako solistki i zdobywały nagrody. W 2003 Marianna Bączek została laureatką II miejsca, a w 2016 Antonina Deptuła I miejsca na Ogólnopolskim Festiwalu Kapel i Śpiewaków Ludowych w Kazimierzu Dolnym.
W 1995 Bandysionki wzięły udział w inauguracji działalności Warszawskiego Domu Tańca (w Państwowym Muzeum Etnograficznym), a potem w latach 1997 oraz 1998 dwukrotnie śpiewały w ramach organizowanego przez to stowarzyszenie cyklu koncertów „Pozwól mi twe męki śpiewać” w kościołach warszawskich, co zostało udokumentowane na płytach „Jest drabina do nieba – pieśni nabożne na wielki post" oraz „Jest drabina do nieba 2 – pieśni żałobne i za dusze zmarłych". Wraz z Dłudzonkami Bandysionki wystąpiły w Filharmonii Narodowej w Warszawie na koncercie zorganizowanym przez Grażynę Dąbrowską (XII część cyklu „Pieśń Ojczystej Ziemi”, 1997). 
Występowały również w programach telewizyjnych i radiowych. Ich głosy (pieśni i opowieści o tradycjach kurpiowskich) są zarejestrowane na nagraniach przechowywanych w archiwach Polskiego Radia oraz Instytutu Sztuki Polskiej Akademii Nauk. Śpiewały na płytach „Re:akcja mazowiecka” Kapeli ze Wsi Warszawa i „Pieśni z Puszczy” IS PAN. Występowały m.in. na Festiwalu Wszystkie Mazurki Świata, Festiwalu Folkowym Polskiego Radia „Nowa Tradycja” i Festiwalu „Skrzyżowanie Kultur”.

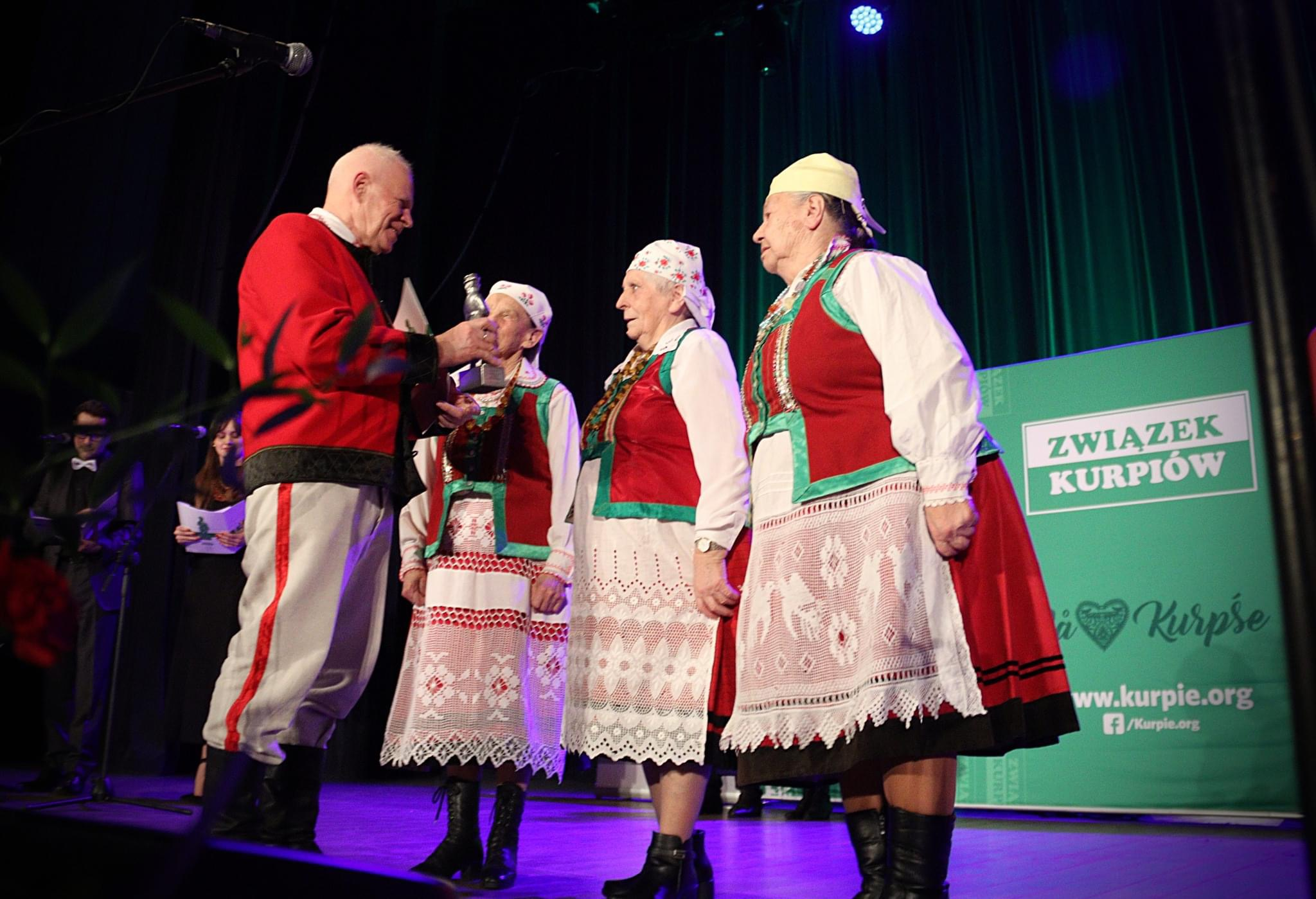
Bandysionki odbierają Kurpika 2023 z rąk Prezesa Związku Kurpiów Mirosława Grzyba (od prawej Marianna Kuta, Antonina Deptuła, Aleksandra Deptuła)

Pełnią rolę nauczycielek pieśni podczas warsztatów, spotkań i koncertów, m.in. w Ambasadzie Muzyki Tradycyjnej w Warszawie, w czasie corocznego konkursu w Kazimierzu Dolnym, podczas taboru we wsi Wolkowe w 2021. W 2018 były mistrzyniami i nauczycielkami w ramach projektu „Kontynuatorki Tradycji – Bandysionki i uczennice. Meloterapeutyczne spotkania śpiewacze”. Współpracują ze stowarzyszeniami z terenu całej Polski. Uczestniczyły w projekcie Kurpiowskiej Szkoły Tradycji realizowanej przez Stowarzyszenie Trójwiejska z Gdańska i Stowarzyszenie Tratwa z Olsztyna w ramach projektu Akademia Kolberga.

## Nagrody
W 2000 wraz z Dłudzonkami zostały laureatkami Nagrody im. Oskara Kolberga.
W 2019 jako członkinie projektu Kontynuatorki Tradycji zostały laureatkami Nagrody Mazowieckiego Programu Edukacji Kulturalnej za Społeczne Działania Twórcze w subregionie ostrołęckim przyznawanej przez Mazowiecki Instytut Kultury.
W 2021 Bandysionki nagrodzono tytułami Mistrzyń Tradycji oraz nagrodą wójta gminy Czarnia „Bartnik”.
W 2024 otrzymały Nagrodę Prezesa Związku Kurpiów „Kurpik 2023” w kategorii Muzyka i Taniec. Kandydaturę zgłosiły ich uczennice, Kurpiowska Wspólnota Pieśni.